# Olympische Sommerspiele 1976/Teilnehmer (Polen)
| Gelbes Symbol für Goldmedaillen mit stilisierten Olympischen Ringen | Graues Symbol für Silbermedaillen mit stilisierten Olympischen Ringen | Braundes Symbol für Bronzemedaillen mit stilisierten Olympischen Ringen |
| ------------------------------------------------------------------- | --------------------------------------------------------------------- | ----------------------------------------------------------------------- |
| 7                                                                   | 6                                                                     | 13                                                                      |

Polen nahm an den Olympischen Sommerspielen 1976 in Montreal mit einer Delegation von 207 Athleten (180 Männer und 27 Frauen) an 116 Wettkämpfen in 18 Sportarten teil. 
Die polnischen Sportler gewannen 7 Gold-, 6 Silber- und 13 Bronzemedaillen, womit Polen den secshen Platz im Medaillenspiegel belegte. Olympiasieger wurden die Volleyballmannschaft der Männer, der Boxer Jerzy Rybicki im Halbmittelgewicht, der Moderne Fünfkämpfer Janusz Pyciak-Peciak im Einzel, der Ringer Kazimierz Lipień im Federgewicht des griechisch-römischen Stils sowie die Leichtathleten Jacek Wszoła im Hochsprung, Tadeusz Ślusarski im Stabhochsprung und Irena Szewińska über 400 Meter. Fahnenträger bei der Eröffnungsfeier war der Kanute Grzegorz Śledziewski.

## Teilnehmer nach Sportarten

### Bogenschießen
Männer
- Jan Popowicz
Einzel: 17. Platz

- Wojciech Szymańczyk
Einzel: 22. Platz

Frauen
- Jadwiga Szosler-Wilejto
Einzel: 6. Platz

- Irena Szydłowska
Einzel: 20. Platz

### Boxen
- Henryk Średnicki
Halbfliegengewicht: im Achtelfinale ausgeschieden

- Leszek Błażyński
Fliegengewicht: Bronze

- Leszek Borkowski
Bantamgewicht: in der 1. Runde ausgeschieden

- Leszek Kosedowski
Federgewicht: Bronze

- Bogdan Gajda
Leichtgewicht: im Achtelfinale ausgeschieden

- Kazimierz Szczerba
Halbweltergewicht: Bronze

- Zbigniew Kicka
Weltergewicht: in der 1. Runde ausgeschieden

- Jerzy Rybicki
Halbmittelgewicht: Gold

- Ryszard Pasiewicz
Mittelgewicht: im Viertelfinale ausgeschieden

- Janusz Gortat
Halbschwergewicht: Bronze

- Andrzej Biegalski
Schwergewicht: im Achtelfinale ausgeschieden

### Fechten
Männer
- Marek Dąbrowski
Florett: 9. Platz
Florett Mannschaft: 5. Platz

- Lech Koziejowski
Florett: 21. Platz
Florett Mannschaft: 5. Platz

- Ziemowit Wojciechowski
Florett: 24. Platz
Florett Mannschaft: 5. Platz

- Leszek Martewicz
Florett Mannschaft: 5. Platz

- Arkadiusz Godel
Florett Mannschaft: 5. Platz

- Jerzy Janikowski
Degen: 5. Platz
Degen Mannschaft: 11. Platz

- Zbigniew Matwiejew
Degen: 30. Platz
Degen Mannschaft: 11. Platz

- Leszek Swornowski
Degen: 40. Platz
Degen Mannschaft: 11. Platz

- Marceli Wiech
Degen Mannschaft: 11. Platz

- Jacek Bierkowski
Säbel: 9. Platz
Säbel Mannschaft: 6. Platz

- Józef Nowara
Säbel: 13. Platz
Säbel Mannschaft: 6. Platz

- Leszek Jabłonowski
Säbel: 23. Platz
Säbel Mannschaft: 6. Platz

- Sylwester Królikowski
Säbel Mannschaft: 6. Platz

Frauen
- Grażyna Staszak-Makowska
Florett: 13. Platz
Florett Mannschaft: 6. Platz

- Barbara Wysoczańska
Florett: 20. Platz
Florett Mannschaft: 6. Platz

- Krystyna Machnicka-Urbańska
Florett: 35. Platz
Florett Mannschaft: 6. Platz

- Jolanta Bebel-Rzymowska
Florett Mannschaft: 6. Platz

- Kamilla Składanowska
Florett Mannschaft: 6. Platz

### Fußball
- Silber 
Jan Benigier
Lesław Ćmikiewicz
Kazimierz Deyna
Jerzy Gorgoń
Henryk Kasperczak
Kazimierz Kmiecik
Grzegorz Lato
Zygmunt Maszczyk
Piotr Mowlik
Roman Ogaza
Wojciech Rudy
Andrzej Szarmach
Antoni Szymanowski
Jan Tomaszewski
Henryk Wawrowski
Henryk Wieczorek
Władysław Żmuda

### Gewichtheben
- Stefan Leletko
Fliegengewicht: 6. Platz

- Zygmunt Smalcerz
Fliegengewicht: Wettkampf nicht beendet

- Grzegorz Cziura
Bantamgewicht: Silber

- Leszek Skorupa
Bantamgewicht: 4. Platz

- Antoni Pawlak
Federgewicht: Wettkampf nicht beendet

- Jan Łostowski
Federgewicht: Wettkampf nicht beendet

- Kazimierz Czarnecki
Leichtgewicht: Bronze

- Zbigniew Kaczmarek
Leichtgewicht: Wettkampf nicht beendet

- Tadeusz Rutkowski
Schwergewicht: Bronze

### Handball
Männer
- Bronze 
Zdzisław Antczak
Janusz Brzozowski
Piotr Cieśla
Jan Gmyrek
Alfred Kałuziński
Jerzy Klempel
Zygfryd Kuchta
Jerzy Melcer
Ryszard Przybysz
Henryk Rozmiarek
Andrzej Sokołowski
 Andrzej Szymczak
Mieczysław Wojczak
Włodzimierz Zieliński

### Judo
- Marian Standowicz
Leichtgewicht: 5. Platz

- Marian Tałaj
Halbmittelgewicht: Bronze

- Adam Adamczyk
Mittelgewicht: 13. Platz

- Antoni Reiter
Halbschwergewicht: 12. Platz

- Waldemar Zausz
Schwergewicht: 17. Platz
Offene Klasse: 16. Platz

### Kanu
Männer
- Grzegorz Śledziewski
Einer-Kajak 500 m: 6. Platz
Einer-Kajak 1000 m: 8. Platz
Zweier-Kajak 500 m: im Halbfinale ausgeschieden

- Ryszard Oborski
Zweier-Kajak 500 m: im Halbfinale ausgeschieden
Vierer-Kajak 1000 m: 5. Platz

- Ryszard Tylewski
Zweier-Kajak 1000 m: im Halbfinale ausgeschieden

- Daniel Wełna
Zweier-Kajak 1000 m: im Halbfinale ausgeschieden

- Henryk Budzicz
Vierer-Kajak 1000 m: 5. Platz

- Kazimierz Górecki
Vierer-Kajak 1000 m: 5. Platz

- Grzegorz Kołtan
Vierer-Kajak 1000 m: 5. Platz

- Ryszard Kosiński
Einer-Canadier 500 m: im Halbfinale ausgeschieden

- Jerzy Opara
Zweier-Canadier 500 m: Silber 
Zweier-Canadier 1000 m: 4. Platz

- Andrzej Gronowicz
Zweier-Canadier 500 m: Silber 
Zweier-Canadier 1000 m: 4. Platz

Frauen
- Ewa Kamińska-Eichler
Einer-Kajak 500 m: 4. Platz

- Maria Kazanecka-Górecka
Zweier-Kajak 500 m: 6. Platz

- Katarzyna Kulczak
Zweier-Kajak 500 m: 6. Platz

### Leichtathletik
Männer
- Marian Woronin
100 m: im Halbfinale ausgeschieden
200 m: im Vorlauf ausgeschieden
4-mal-100-Meter-Staffel: 4. Platz

- Andrzej Świerczyński
100 m: im Viertelfinale ausgeschieden
4-mal-100-Meter-Staffel: 4. Platz

- Zenon Licznerski
100 m: im Viertelfinale ausgeschieden
4-mal-100-Meter-Staffel: 4. Platz

- Bogdan Grzejszczak
200 m: 6. Platz
4-mal-100-Meter-Staffel: 4. Platz

- Zenon Nowosz
200 m: im Viertelfinale ausgeschieden

- Jan Werner
400 m: 8. Platz
4-mal-400-Meter-Staffel: Silber

- Jerzy Pietrzyk
400 m: im Halbfinale ausgeschieden
4-mal-400-Meter-Staffel: Silber

- Zbigniew Jaremski
400 m: im Viertelfinale ausgeschieden
4-mal-400-Meter-Staffel: Silber

- Marian Gęsicki
800 m: im Halbfinale ausgeschieden

- Bronisław Malinowski
1500 m: im Vorlauf ausgeschieden
3000 m Hindernis: Silber

- Kazimierz Orzeł
Marathon: 15. Platz

- Jerzy Gros
Marathon: 47. Platz

- Jerzy Hewelt
400 m Hürden: im Halbfinale ausgeschieden

- Ryszard Podlas
4-mal-400-Meter-Staffel: Silber

- Jan Ornoch
20 km Gehen: 17. Platz

- Bogusław Duda
20 km Gehen: 21. Platz

- Jacek Wszoła
Hochsprung: Gold

- Tadeusz Ślusarski
Stabhochsprung: Gold

- Wojciech Buciarski
Stabhochsprung: 5. Platz

- Władysław Kozakiewicz
Stabhochsprung: 11. Platz

- Grzegorz Cybulski
Weitsprung: 13. Platz

- Eugeniusz Biskupski
Dreisprung: 7. Platz

- Michał Joachimowski
Dreisprung: 13. Platz

- Andrzej Sontag
Dreisprung: 20. Platz

- Stanisław Wołodko
Diskuswurf: 18. Platz

- Piotr Bielczyk
Speerwurf: 4. Platz

- Ryszard Skowronek
Zehnkampf: 5. Platz

- Ryszard Katus
Zehnkampf: 12. Platz

Frauen
- Irena Szewińska
400 m: Gold

- Grażyna Rabsztyn
100 m Hürden: 5. Platz

- Bożena Nowakowska
100 m Hürden: im Halbfinale ausgeschieden

- Danuta Rosani
Diskuswurf: ohne gültiger Versuch

### Moderner Fünfkampf
- Janusz Pyciak-Peciak
Einzel: Gold 
Mannschaft: 4. Platz

- Zbigniew Pacelt
Einzel: 19. Platz
Mannschaft: 4. Platz

- Krzysztof Trybusiewicz
Einzel: 34. Platz
Mannschaft: 4. Platz

### Radsport
- Mieczysław Nowicki
Straßenrennen: Bronze 
Mannschaftszeitfahren: Silber

- Stanisław Szozda
Straßenrennen: 11. Platz
Mannschaftszeitfahren: Silber

- Ryszard Szurkowski
Straßenrennen: 12. Platz
Mannschaftszeitfahren: Silber

- Jan Brzeźny
Straßenrennen: 30. Platz

- Tadeusz Mytnik
Mannschaftszeitfahren: Silber

- Benedykt Kocot
Bahn Sprint: in der 4. Runde ausgeschieden

- Janusz Kierzkowski
Bahn 1000 m Zeitfahren: 4. Platz

- Jan Jankiewicz
Bahn 4000 m Einerverfolgung: 10. Platz
Bahn 4000 m Mannschaftsverfolgung: 5. Platz

- Czesław Lang
Bahn 4000 m Mannschaftsverfolgung: 5. Platz

- Krzysztof Sujka
Bahn 4000 m Mannschaftsverfolgung: 5. Platz

- Zbigniew Szczepkowski
Bahn 4000 m Mannschaftsverfolgung: 5. Platz

### Ringen
- Aleksander Zajączkowski
Papiergewicht, griechisch-römisch: in der 2. Runde ausschieden

- Czesław Stanjek
Fliegengewicht, griechisch-römisch: in der 2. Runde ausschieden

- Józef Lipień
Bantamgewicht, griechisch-römisch: in der 4. Runde ausschieden

- Kazimierz Lipień
Federgewicht, griechisch-römisch: Gold

- Andrzej Supron
Leichtgewicht, griechisch-römisch: 5. Platz

- Stanisław Krzesiński
Weltergewicht, griechisch-römisch: in der 3. Runde ausschieden

- Adam Ostrowski
Mittelgewicht, griechisch-römisch: 8. Platz

- Czesław Kwieciński
Halbschwergewicht, griechisch-römisch: Bronze

- Andrzej Skrzydlewski
Schwergewicht, griechisch-römisch: Bronze

- Henryk Tomanek
Superschwergewicht, griechisch-römisch: 4. Platz

- Władysław Stecyk
Fliegengewicht, Freistil: 6. Platz

- Zbigniew Żedzicki
Bantamgewicht, Freistil: 8. Platz

- Henryk Mazur
Mittelgewicht, Freistil: 6. Platz

- Paweł Kurczewski
Halbschwergewicht, Freistil: 6. Platz

### Rudern
Männer
- Alfons Ślusarski
Zweier ohne Steuermann: 11. Platz

- Zbigniew Ślusarski
Zweier ohne Steuermann: 11. Platz

- Ryszard Stadniuk
Zweier mit Steuermann: 6. Platz

- Grzegorz Stellak
Zweier mit Steuermann: 6. Platz

- Ryszard Kubiak
Zweier mit Steuermann: 6. Platz

- Jerzy Broniec
Vierer mit Steuermann: 8. Platz

- Adam Tomasiak
Vierer mit Steuermann: 8. Platz

- Jerzy Ulczyński
Vierer mit Steuermann: 8. Platz

- Ryszard Burak
Vierer mit Steuermann: 8. Platz

- Włodzimierz Chmielewski
Vierer mit Steuermann: 8. Platz

Frauen
- Ewa Ambroziak
Einer: 9. Platz

- Anna Krzemińska-Karbowiak
Zweier ohne Steuerfrau: 8. Platz

- Małgorzata Kawalska
Zweier ohne Steuerfrau: 8. Platz

- Anna Brandysiewicz
Achter mit Steuerfrau: 7. Platz

- Bogusława Kozłowska-Tomasiak
Achter mit Steuerfrau: 7. Platz

- Barbara Wenta-Wojciechowska
Achter mit Steuerfrau: 7. Platz

- Danuta Konkalec
Achter mit Steuerfrau: 7. Platz

- Róża Data
Achter mit Steuerfrau: 7. Platz

- Mieczysława Franczyk
Achter mit Steuerfrau: 7. Platz

- Maria Stadnicka
Achter mit Steuerfrau: 7. Platz

- Aleksandra Kaczyńska
Achter mit Steuerfrau: 7. Platz

- Dorota Zdanowska
Achter mit Steuerfrau: 7. Platz

### Schießen
- Maciej Orlik
Schnellfeuerpistole 25 m: 27. Platz

- Józef Zapędzki
Schnellfeuerpistole 25 m: 45. Platz

- Sławomir Romanowski
Freie Pistole 50 m: 12. Platz

- Eugeniusz Pędzisz
Kleinkalibergewehr Dreistellungskampf 50 m: 14. Platz

- Romuald Siemionow
Kleinkalibergewehr Dreistellungskampf 50 m: 24. Platz

- Andrzej Trajda
Kleinkalibergewehr liegend 50 m: 28. Platz

- Stanisław Marucha
Kleinkalibergewehr liegend 50 m: 37. Platz

- Jerzy Greszkiewicz
Laufende Scheibe 50 m: Bronze

- Zygmunt Bogdziewicz
Laufende Scheibe 50 m: 15. Platz

- Adam Smelczyński
Trap: 6. Platz

- Wiesław Gawlikowski
Skeet: Bronze

- Andrzej Socharski
Skeet: 14. Platz

### Schwimmen
Männer
- Ryszard Żugaj
100 m Rücken: im Halbfinale ausgeschieden
200 m Rücken: im Vorlauf ausgeschieden

- Cezary Śmiglak
100 m Brust: im Vorlauf ausgeschieden
200 m Brust: im Vorlauf ausgeschieden

Frauen
- Anna Skolarczyk
100 m Brust: im Vorlauf ausgeschieden
200 m Brust: im Vorlauf ausgeschieden

### Segeln
- Ryszard Blaszka
Finn-Dinghy: 16. Platz

### Turnen
Männer
- Andrzej Szajna
Einzelmehrkampf: 6. Platz
Boden: 10. Platz
Pferdsprung: 7. Platz
Barren: 6. Platz
Reck: 14. Platz
Ringe: 17. Platz
Seitpferd: 25. Platz
Mannschaftsmehrkampf: 11. Platz

- Marian Pieczka
Einzelmehrkampf: 61. Platz
Boden: 44. Platz
Pferdsprung: 35. Platz
Barren: 85. Platz
Reck: 49. Platz
Ringe: 70. Platz
Seitpferd: 41. Platz
Mannschaftsmehrkampf: 11. Platz

- Łukasz Uhma
Einzelmehrkampf: 65. Platz
Boden: 81. Platz
Pferdsprung: 40. Platz
Barren: 50. Platz
Reck: 71. Platz
Ringe: 65. Platz
Seitpferd: 65. Platz
Mannschaftsmehrkampf: 11. Platz

- Roman Tkaczyk
Einzelmehrkampf: 69. Platz
Boden: 59. Platz
Pferdsprung: 66. Platz
Barren: 60. Platz
Reck: 65. Platz
Ringe: 68. Platz
Seitpferd: 77. Platz
Mannschaftsmehrkampf: 11. Platz

- Mariusz Zasada
Einzelmehrkampf: 71. Platz
Boden: 88. Platz
Pferdsprung: 54. Platz
Barren: 31. Platz
Reck: 53. Platz
Ringe: 76. Platz
Seitpferd: 80. Platz
Mannschaftsmehrkampf: 11. Platz

- Grzegorz Ciastek
Einzelmehrkampf: 74. Platz
Boden: 61. Platz
Pferdsprung: 66. Platz
Barren: 79. Platz
Reck: 81. Platz
Ringe: 65. Platz
Seitpferd: 73. Platz
Mannschaftsmehrkampf: 11. Platz

### Volleyball
Männer
- Gold 
Wlodzimierz Stefanski
Bronislaw Bebel
Lech Lasko
Edward Skorek
Tomasz Wójtowicz
Wieslaw Gawlowski
Miroslaw Kibaczewski
Zbigniew Lubiejewski
Ryszard Bosek
Wlodzimierz Sadalski
Zbigniew Zarzycki
Marek Karbarz